# Harumichi no Tsuraki
Harumichi no Tsuraki (春道列樹?   ¿? - 920) fue un poeta que vivió a mediados de la era Heian. Su padre fue Harumichi no Niina, descendiente del clan Mononobe.

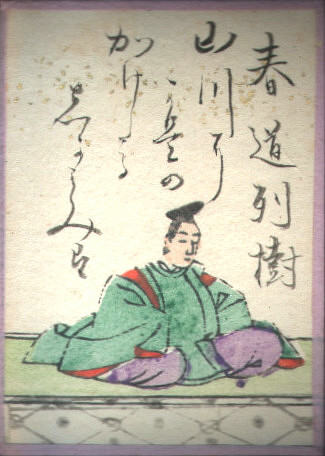
Harumichi no Tsuraki, en el Ogura Hyakunin Isshu.

Se sabe muy poco de su vida. En 910 se graduó de composición literaria y en 920 fue nombrado como gobernador de la provincia de Iki, pero antes de ocupar dicho cargo fallece.
Acerca de sus obras, tres poemas waka pertenecientes a él fueron incluidos en la antología imperial Kokin Wakashū y dos en el Gosen Wakashū.
También fue incluido dentro de la lista antológica Ogura Hyakunin Isshu.